# Gwary podlaskie języka ukraińskiego
Ukraińskie gwary podlaskie, język chachłacki lub język podlaski (prosty, tutejszy) – określenie różnych gwar wschodniosłowiańskich, używanych obecnie głównie przez ludność prawosławną zamieszkującą obszar Podlasia, zaliczanych najczęściej do dialektów języka ukraińskiego (dialektu zachodniopoleskiego północnej (poleskiej) grupy dialektów), różniących się jednak od niego wieloma cechami fonetycznymi i morfologicznymi i zawierających zazwyczaj liczne wpływy sąsiednich języków: polskiego, rosyjskiego, białoruskiego. Gwarami „chachłackimi” posługuje się reliktowo prawosławna (na północ od Bugu) i rzymskokatolicka (na południe od Bugu) ludność środkowego i południowego Podlasia (wokół Siemiatycz, Bielska Podlaskiego i Białej Podlaskiej).

## Problemy definicyjne
Opisywane gwary określane są niekiedy mianem „języka podlaskiego”, „dialektu podlasko-ruskiego”, potocznie zaś używa się powszechnie na ich określenie terminu „język chachłacki”. Wśród językoznawców dominuje pogląd, iż pod pojęciem „języka chachłackiego” rozumieć należy gwary północnoukraińskie rozpowszechnione niegdyś na terytorium od Narwi na północy aż do linii przebiegającej nieco na południe od Włodawy i Parczewa, gdzie gwary chachłackie przechodziły w gwary chełmskie i wołyńskie. Obecnie jednak większość użytkowników języka chachłackiego mieszka na północ od Bugu, bardzo rzadko identyfikując się z narodowością ukraińską. Ponadto system fonetyczno-morfologiczny języka chachłackiego odróżnia go znacznie zarówno od języka ukraińskiego, jak i białoruskiego. Ze względu na długotrwały wpływ języka polskiego i polskiej kultury dialekt podlaski jest nasączony zapożyczeniami z języka polskiego w dużo większym stopniu niż literacka wersja języka ukraińskiego, która jest oparta na dialektach naddnieprzańskich.

## Rys historyczny
Czas sformowania się charakterystycznych cech języka chachłackiego przypada prawdopodobnie na XIV wiek. Na ukształtowanie się jego specyficznego systemu fonetyczno-morfologicznego (m.in. takich cech charakterystycznych jak dyftongi w sylabach akcentowanych, depalatalizacja spółgłosek zębowych i wargowych przed samogłoską „e”, ukanie i in.) miało wpływ peryferyjne położenie na pograniczu polsko-ukraińsko-białoruskim oraz przenikanie elementów ukraińskich gwar południowo-zachodnich na północ.
Badacz dialektów wsi w byłym powiecie radzyńskim S. Żelechowski już w 1884 roku wskazywał na upowszechnienie się wśród ludności terminu „język chachłacki” na określenie swej mowy. Sugerował on, iż nazwę tę przynieśli miejscowi chłopcy z armii carskiej, gdyż na podstawie używanego języka uznano ich tam za „chachłów” (termin będący pejoratywnym określeniem Ukraińców). Nazwa „język chachłacki” jest popularna do dzisiaj wśród jego użytkowników i używana częściej niż jakiekolwiek inne określenia na miejscowe dialekty (niekiedy i przez instytucje społeczno-kulturalne), nie niosąc obecnie z sobą pejoratywnych konotacji.
Sami użytkownicy gwar określają je mianem „naszych”, „prostych” lub po prostu ukraińskich (na południe od Bugu), na północ od Bugu najczęściej używanym określeniem jest „swój” (hovoryti po svojomu – mówić po swojemu).

## Sytuacja współczesna
Obecnie czynną znajomość „chachłackiego” posiadają głównie osoby starsze (dotyczy to zwłaszcza części południowej regionu). Osoby posiadające czynną znajomość tego języka zamieszkują dzisiaj zwarty obszar obejmujący wschodnią część powiatu bielskiego, zachodnią część powiatu hajnowskiego oraz wschodnią część powiatu siemiatyckiego i jeśli posiadają inną niż polska świadomość narodową, określają się zazwyczaj jako Białorusini. Wyniki Narodowego Spisu Powszechnego z 2002 roku wskazują, iż ludność zamieszkała na terytorium gwar chachłackich stanowi około 75% liczebności obecnej białoruskiej mniejszości narodowej.
Nowym zjawiskiem zaobserwowanym w Narodowym Spisie Powszechnym z 2011 roku było pojawienie się szeregu różnorodnych określeń dialektów i gwar używanych przez respondentów w odniesieniu do ich języka ojczystego oraz języka używanego przez nich w kontaktach domowych. W trakcie tego badania 669 obywateli polskich zadeklarowało używanie w kontaktach domowych „gwary pogranicza polsko-białoruskiego”, 516 osób zaś „gwary białorusko-ukraińskiej”. Jednocześnie 554 osoby stwierdziły, iż ich językiem ojczystym jest „gwara pogranicza polsko-białoruskiego”, a 425 osób za swój język ojczysty uznało „gwarę białorusko-ukraińską”.
Teksty w języku podlaskim ukazują się obecnie, w różnych ortografiach, w takich pismach mniejszości narodowych jak „Nad Buhom i Narwoju” „Czasopis” oraz „Bielski Hostineć”. Pierwszym autorem, który zaczął używać języka podlaskiego w swojej twórczości, był Mikołaj Jańczuk. W późniejszym czasie w języku tym pisali niektóre swoje utwory Stepan Sydoruk, Jan Kiryziuk, Jerzy Hawryluk, Eugenia Żabińska. W 2006 roku Wiktor Stachwiuk wydał napisaną w ojczystej gwarze książkę Siva zozula, opowiadającą o jego rodzinnej wsi Trześcianka. Książki po podlasku w zapisie cyrylickim wydawał również Doroteusz Fionik (m.in. Bieżeństwo. Droga i powroty, Miasta w historii i kulturze podlaskich Białorusinów). W języku podlaskim ukazały się wydania baśni dla dzieci Kazki po-svojomu (2017) oraz Kazki Andersena dla małych i starych (2019). W 2018 ukazał się tomik poezji Barbary Góralczuk Na porozi. W 2019 ukazały się książka Haliny Maksymiuk Biêlśk, Knorozy, Ploski (i inšy vjoski) oraz tomik poezji Zoi Saczko Poka.
W roku 2011 Jan Maksymiuk nawiązał współpracę z aktorką Joanną Stelmaszuk-Troc i przetłumaczył na język podlaski teksty do kilku zrealizowanych w założonym przez nią Teatrze Czrevo spektakli, między innymi nowelę Oksany Zabużko Bajka o kalinowej fujarce (spektakl Ja j u poli verboju rosła, premiera 2011), sztukę Federico García Lorki Jerma (spektakl PustaJa, premiera 2013), sztukę Antona Czechowa Oświadczyny (spektakl Divosnuby, premiera 2019).

## Przykład użycia
| Tekst podlaski | Tłumaczenie polskie |
| --- | --- |
| Pudlaśka mova naležyt do tych rêdkich indoeuropejśkich movuv, u kotorych, okrum odinóčnoji i mnôžnoji ličby, vystupaje dovoli prymiêtno šče tak zvana parnája ličba. U słovjanśkich movach parnaja ličba jak povnopravna gramatyčna kategoryja zachovałasie do diś tôlko v słovenśkuj, nižniołužyćkuj i verchniołužyćkuj movach. U inšych słovjanśkich movach zachovalisie tôlko relikty parnoji ličby, ale v pudlaśkuj movi siêty relikty namnôho častiejšy, čym, naprykład, u biłoruśkuj, ukrajinśkuj i pôlśkuj razom uziatych. | Język podlaski zalicza się do tych nielicznych języków indoeuropejskich, w których, oprócz liczby pojedynczej i mnogiej, dość wyraźnie występuje również tak zwana liczba podwójna. W językach słowiańskich liczba podwójna jako pełnoprawna kategoria gramatyczna zachowała się do dzisiaj tylko w języku słoweńskim, dolnołużyckim i górnołużyckim. W innych językach słowiańskich zachowały się jedynie relikty liczby podwójnej, w języku podlaskim jednak owe relikty są o wiele częstsze niż na przykład w językach białoruskim, polskim i ukraińskim razem wziętych. |